# Internationaux de Strasbourg 1991
Internationaux de Strasbourg 1991 — жіночий тенісний турнір, що проходив на відкритих кортах з ґрунтовим покриттям Ligue d'Alsace de Tenis у Страсбургу (Франція). Належав до турнірів 4-ї категорії в рамках Туру WTA 1991. Турнір відбувся вп'яте і тривав з 20 до 26 травня 1991 року. Несіяна Радка Зрубакова здобула титул в одиночному розряді й отримала 27 тис. доларів США.

## Фінальна частина

### Одиночний розряд
Радка Зрубакова —  Рейчел Макквіллан 7–6(7–3), 7–6(7–3)
- Для Зрубакової це був 1-й титул за рік і 2-й - за кар'єру.

### Парний розряд
Лорі Макніл /  Стефані Реге —  Манон Боллеграф /  Мерседес Пас 6–7(2–7), 6–4, 6–4